# Bhadra Nayakan Jalihal, Badami
Bhadra Nayakan Jalihal là một làng thuộc tehsil Badami, huyện Bagalkot, bang Karnataka, Ấn Độ.